# Cratère de Haughton

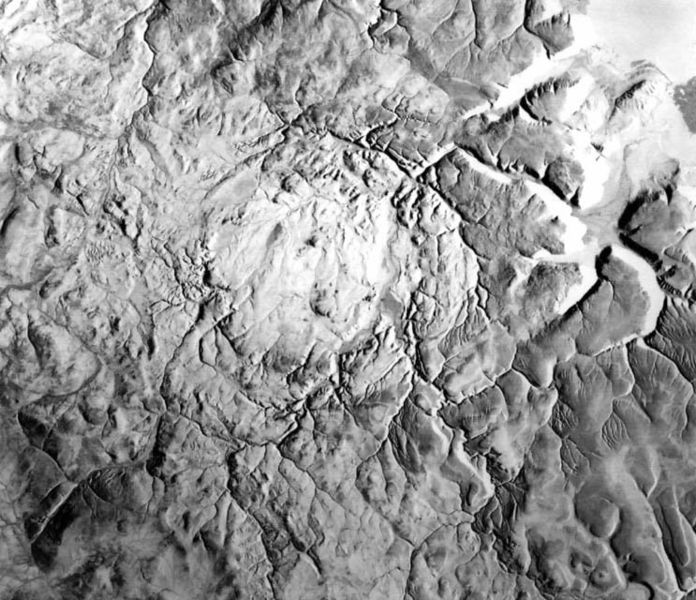
Image radar du cratère de Haughton

Le cratère de Haughton est un cratère d'impact situé sur l'Île Devon dans le Nunavut au nord du Canada.
Son diamètre est de 23 km, et il a été formé il y a environ 39 millions d'années par la chute d'un astéroïde dont la taille est estimée à 2 km.
Situé à une latitude de plus de 75° Nord, c'est un des cratères les plus au nord connus sur Terre. La température est négative quasiment tout au long de l'année, et les conditions y sont proches de celles de la planète Mars. Pour ces raisons, le cratère et ses environs ont été utilisés par des scientifiques travaillant sur le projet "Mars to Earth": durant l'été 2007, sept volontaires américains et canadiens ont passé quatre mois sur l'île, enfilant des combinaisons spatiales pour travailler à l'extérieur, et testant des robots d'exploration.